# Punta Cana

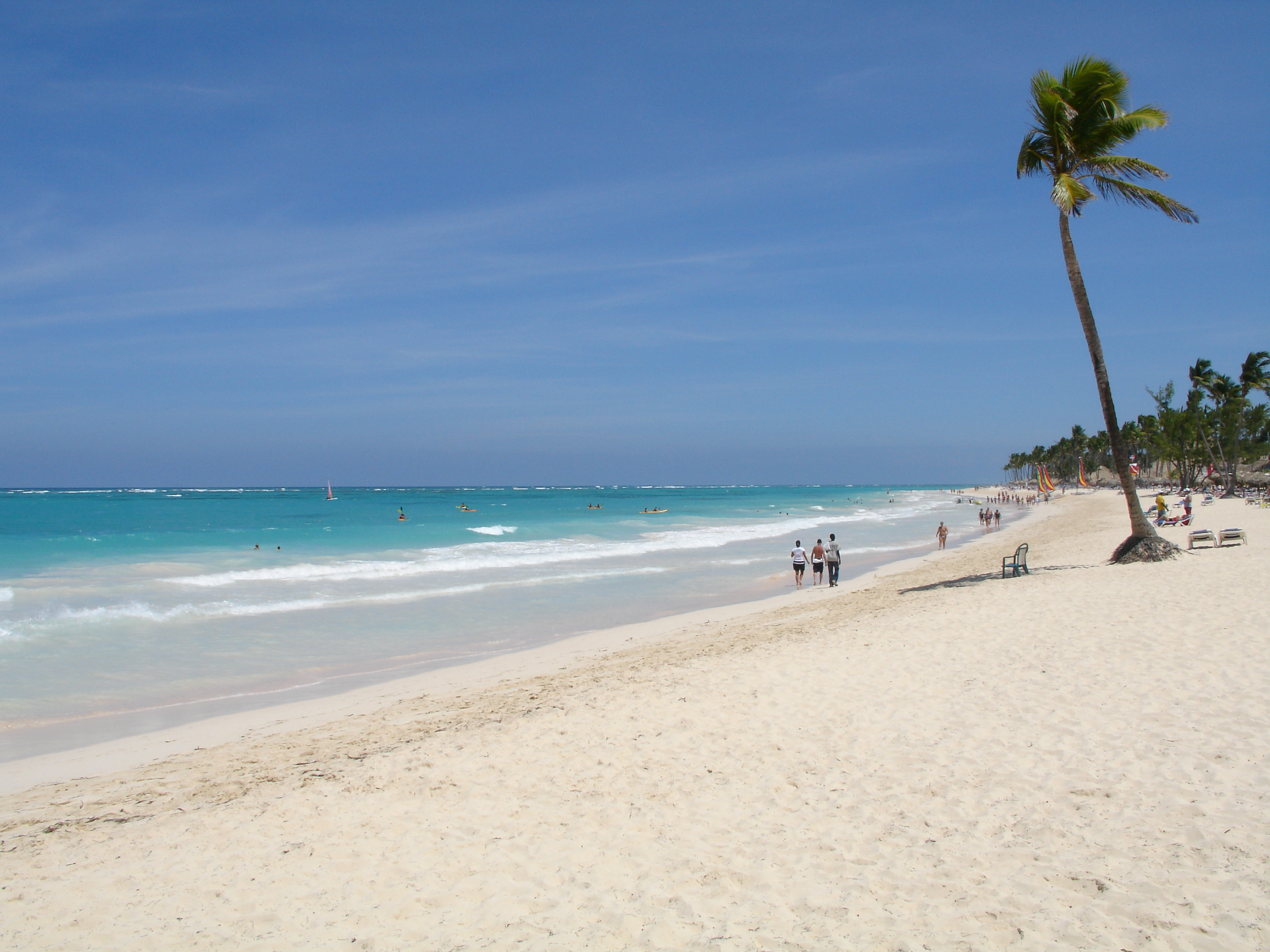
Platja Bavaro, Punta Cana.

Punta Cana és el nom que rep una ciutat ubicada a un cap situat a l'est de la República Dominicana, en la província de l'Altagracia, i en el qual se situen nombrosos complexos hotelers, la superfície total dels quals és d'uns 420.000 m². Dona nom a l'Aeroport Internacional Punta Cana (PUJ), situat a uns 30 km cap a l'interior, en la carretera que duu des d'Higüey fins a la Romana, i que fins i tot rep de vegades més vols que el mateix Aeroport Internacional de les Américas, situat a Santo Domingo i a prop de 3 hores de carretera de Punta Cana.
La zona de Punta Cana comença al nord amb la Platja de Sorra Grossa, seguint després la famosa Platja Bavaro, Platja Ubero Alt, Platja Macao i la Platja del Cortecito. Quan es fa la volta de la punta es troben les Platges de Cap de Toro, Cap Engany, Punta Cana i Juanillo.
Les platges són de sorra blanca i fina, i el mar d'un suau color blau verdós, sense aconseguir el turquesa de les platges caribenyes situades més al sud. El mar presenta generalment onades i la platja s'enfonsa molt ràpidament al mar. L'aigua sempre és transparent i abunden les algues en algunes àrees, i la climatologia és constant, amb temperatures mitjanes de 26 °C, essent l'interval de temperatures d'uns dotze graus, des dels 20 °C a l'hivern fins als 32 °C de màxima entre l'abril i el novembre.